# مولد گالیم-۶۸
مولد گالیم-۶۸ (به انگلیسی: Gallium-68 generator)وسیله‌ای است که در آن از ایزوتوپ گالیم-۶۸ به عنوان منبع تولید پوزیترون استفاده می‌شود. گالیم-۶۸ به دلیل داشتن نیمه عمر ۲۷۱ روزه، قابلیت حمل و به کارگیری در بیمارستان‌ها و دیگر صنایع مورد نیز را دارد. یکی از موارد مهم کاربرد مولد گالیم-۶۸ برش‌نگاری با گسیل پوزیترون است که به اختصار پت اسکن نامیده می‌شود.

## واژه نامه
1. ↑  PET scan